# Rodong Sinmun

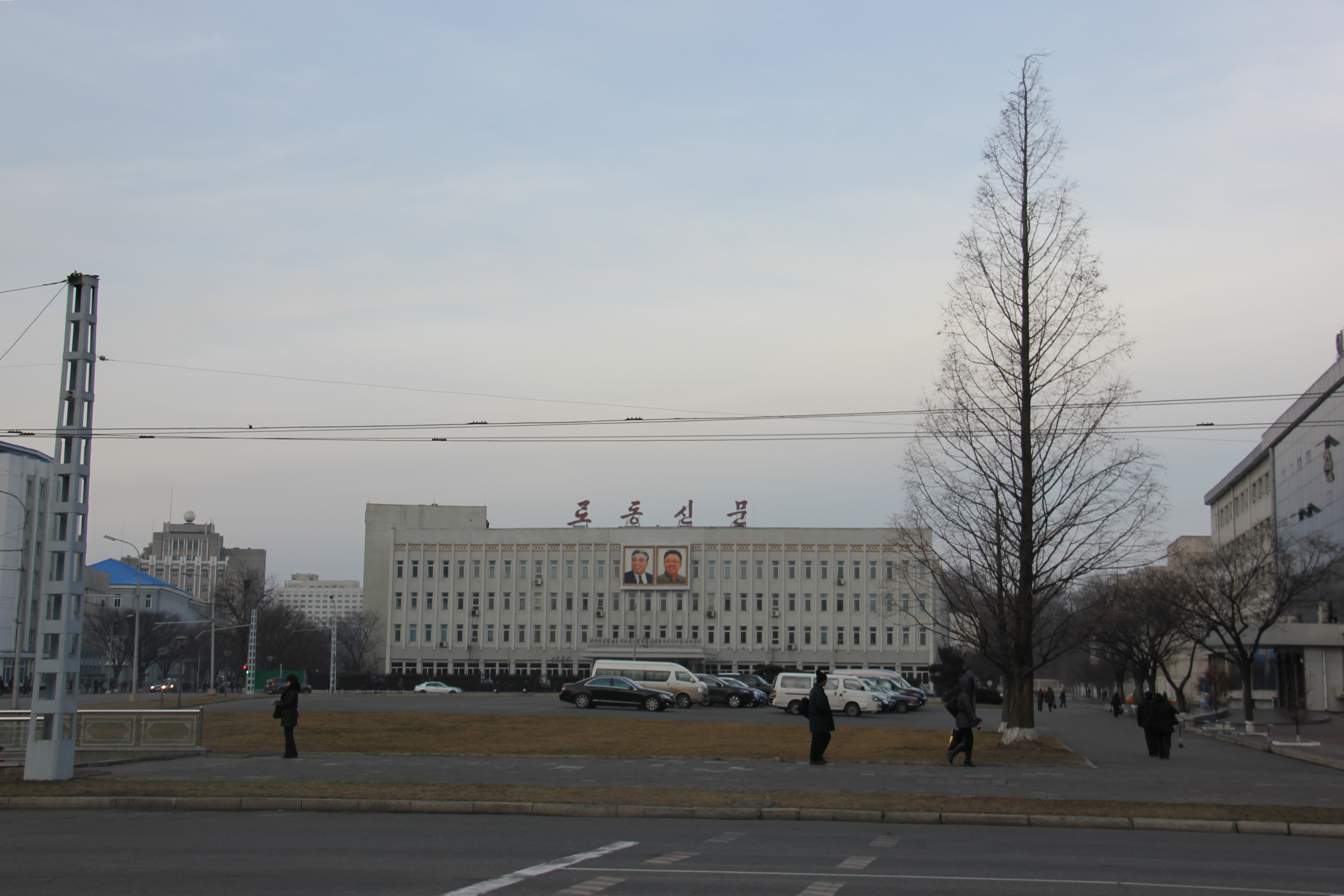
Ufficio del Rodong Sinmun a Pyongyang

Rodong Sinmun (로동신문?, lett. "Giornale dei lavoratori") è il giornale ufficiale del Comitato centrale del Partito del Lavoro di Corea. Venne pubblicato la prima volta il primo novembre 1945, come Chǒngro (정로?, "percorso giusto"), ed è servito come canale di comunicazione per il bureau nordcoreano del Partito Comunista di Corea. Venne rinominato nel settembre del 1946 con l'attuale nome durante lo sviluppo del Partito del Lavoro di Corea. Citato molto spesso dalla Korean Central News Agency (KCNA) e dai media internazionali, viene indicato come fonte ufficiale per le opinioni del governo nordcoreano su varie questioni.
La versione in lingua inglese del Rodong Sinmun venne lanciata nel gennaio del 2012.

## Contenuti
Rodong Sinmun viene pubblicato in tutti i giorni dell'anno e di solito è costituito da sei pagine. Al giornale lavorano approssimativamente 100 reporter.
Dopo la purga e l'esecuzione di Chang Sung-taek, Rodong Sinmun cancellò circa 20000 articoli dai suoi archivi web, mentre altri vennero modificati omettendo il suo nome.

### Editoriali di Capodanno
Dal 1996, il Rodong Sinmun, la Korean Central News Agency, Minju Choson, e Joson Inmingun hanno pubblicato un editoriale di Capodanno che delinea le politiche della nazione per il nuovo anno. Questi articoli esprimono di solito delle lodi alla politica Songun, al governo e alla leadership, e incoraggiano la crescita della nazione. Sono anche critici sulle politiche della Corea del Sud, del Giappone, degli Stati Uniti d'America e dei paesi occidentali nei confronti della Corea del Nord. Il 1º gennaio 2006, l'agenzia pubblicò un editoriale da parte dei giornali di stato nordcoreani chiedendo il ritiro delle US Forces Korea dalla Corea del Sud. Mentre gli editoriali per il primo gennaio sono una tradizione diffusa tra i giornali, quello del 2006 attirò l'attenzione dei media occidentali, per il suo appello ad una "campagna nazionale per allontanare le truppe americane". L'articolo fece molti riferimenti alla riunificazione coreana. L'editoriale del 2009 ricevette un'attenzione simile, per la mancanza di critiche alla politica degli Stati Uniti e l'ammissione dei gravi problemi economici presenti in Corea del Nord. L'articolo faceva riferimento anche alla denuclearizzazione della penisola coreana, che gli analisti interpretarono come un segno di "speranza". Venne ripetuto nell'editoriale del 2010, dove si chiedeva anche la fine delle ostilità con l'America.
L'editoriale congiunto del 2011, oltre alle richieste di denuclearizzazione e di una diminuzione delle ostilità tra le due Coree, ha menzionato per la prima volta le industrie nascenti della Corea del Nord, come segno di un possibile incremento dell'economia nazionale nel nuovo anno.
L'editoriale congiunto del 2012, il primo sotto la leadership di Kim Jong-un, iniziava con un grande tributo a Kim Jong-il, oltre all'invito a migliorare i rapporti inter-coreani e alla realizzazione della politica del Kangsong Taeguk ("stato potente e prospero").
Questa pratica finì nel 2013, quando Kim Jong-un fece il primo discorso di Capodanno in televisione dopo 19 anni.